# The Joker Blogs

The Joker Blogs är en pågående webbaserad dramaserie och uppföljare/spinoff på The Dark Knight. Serien följer Jokerns terapisessioner med Dr. Harleen Quinzel och dess katastrofala konsekvenser. Serien är gjord i still med found footage filmer som The Blair Witch Project via filmad terapi, Jokerns egen kamera, en bröllopsvideo mm. McClure spelar Jokern med humor vilket är ett starkt kontrast mot den allvarliga tonen i serien och Jokerns hemska brott med följden att linjen mellan komedi och skräck helt suddas ut. Serien är tillägnad Heath Ledgers minne.

## Handling
Harleen Quinzel blir satt att ge Jokern även känd som patient #4479 terapi. Jokern fattar snabbt tycke för Harleen och utvecklar en besatthet av henne samtidigt som hon börjar dras till Jokern. Jokern får dock snart reda på att Harleen ska gifta sig med sin pojkvän Guy Kopski. På kvällen då bröllopet ska äga rum rymmer Jokern, kidnappar mentalsjukhusets ägare Jeremiah Arkham, vakten Lyle Bolton och sjuksköterskan Pearl och ger sig ut för att än en gång terrorisera Gotham och stoppa Harleens bröllop. 

## I rollerna
- Scott McClure som Jokern
- Kira Westberg som Dr. Harleen Quinzel
- Steven Molony som Dr. Jeremiah Arkham
- Paul Vonasek som Dr. Hugo Strange
- Steve Gibbs as Lyle Bolton
- Andrew DeVary som Ted
- Torrey Halverson som Dr. Jonathan Crane
- John Ford-Dunker som Jim Corrigan
- Kendra Cashmore som Lisa Arkham
- Joy Dolo som Pearl
- Matthew Pitner som Guy Kopsi
- Timothy J. Meyer som Garrett Kopski
- John Rian som kommissarie Harvey Bullock

## Om serien
Idén till serien uppkom när regissören och skådespelaren Scott McClure klädde ut sig till Jokern inför premiären av The Dark Knight. Scott McClures vänner anmärkte hur kusligt nära han kom Ledger när han imiterade hans porträt av Jokern. Scott McClure bestämde sig för att göra en pilot för en serie om Jokern som tog vid där The Dark Knight slutade. Resultatet blev en video han döpte till Therapy Begins med sig själv som Jokern och hans vän Kira Westberg som Quinzell . Videon blev en enorm framgång och Scott McClure valde att fortsätta med konceptet och anlitade sin vän, skådespelaren Steven Molony, som Jeremiah Arkham och Andrew DeVary som producent och medförfattare. Molony spelar också Batman i ett avsnitt i serien. Serien blev en enorm framgång bland fans av Batman och McClure fick mycket beröm för sin regi och sin förmåga att inte bara kanalisera Heath Leders framträdande utan även vidareutveckla den till nya nivåer .

## Kuriosa
- Jokern med i alla avsnitt utom ett. Batman är bara med i ett avsnitt.
- Jokerns tema från The Dark Knight används genom hela serien som vinjet och ledmotiv. Batmans tema är bara med i eftertexterna på det sista avsnittet samt när Batman dyker upp i avsnitt 17.
- Jokerns fångnummer är "4499". Heath Ledgers födelsedag var den 4 april 1979. Fågelskrämmans fångnummer är 52576, en vink till Cillian Murphys födelsedag.
- De flesta karaktärerna är baserade på karaktärer från tidningarna, även om referenserna kan vara så obskyrka att man inte känner till dem.
- I en scen så visslar Jokern Jokerns musikmotiv från Batman: The Animated Series. Lyle Bolton och Harleen Quinzel är båda karaktärer från serien som adopterades av serierna på grund av sin enorma popularitet.

### Fotnoter
1. ↑  http://www.imdb.com/title/tt1851730/fullcredits#cast
2. ↑  http://www.youtube.com/watch?v=LtsBDXLa_OE
3. ↑  http://www.fanpop.com/spots/the-joker-blogs/articles/52768/title/interview-with-joker-blogs-scott-mcclure
4. ↑  http://rhapsodistreviews.wordpress.com/2011/08/30/joker_blogs/
5. ↑  ”Arkiverade kopian”. Arkiverad från originalet den 16 december 2013. https://web.archive.org/web/20131216064738/http://www.comicheronews.com/enter-the-mind-of-a-madman-with-the-joker-blogs/. Läst 11 september 2012.
6. ↑  ”Arkiverade kopian”. Arkiverad från originalet den 2 februari 2013. https://archive.is/20130202135236/http://shwayblog.com/2009/11/08/the-joker-blogs/. Läst 11 september 2012.